# Vũ Năng An
Vũ Năng An (15 tháng 5 năm 1916 - 7 tháng 7 năm 2004) là nghệ sĩ nhiếp ảnh, nhà sản xuất phim Việt Nam, nguyên Giám đốc Xưởng phim truyện Việt Nam. Ông được trao tặng Giải thưởng Hồ Chí Minh về văn học nghệ thuật đợt 1 (1996)

## Tiểu sử và sự nghiệp
Vũ Năng An sinh năm 1916 tại thành phố Nam Định. Năm 20 tuổi, ông rời Nam Định vào Nam để lập thân. Khởi đầu, ông xin làm việc và học nghề ảnh tại Studio Géo Thơm ở Sài Gòn. Ông là một trong những người vận động thành lập Hội điện ảnh An Nam vào năm 1937-1938, thu hút được sự ủng hộ của các ngôi sao thời đó như Năm Phỉ, Phùng Há, Ái Liên, Năm Châu... Không thành công, ông xin làm thợ ảnh trên con tàu Aramis đi từ Marseille tới Kobe. Ông trở về quê hương vào đầu những năm 1940.
Tháng 8 năm 1945, vào những ngày Hà Nội tổng khởi nghĩa, ông đã hòa chung vào dòng người. Nhiều tấm ảnh nổi tiếng của ông đã ra đời trong những ngày này như: Chiếm Phủ Khâm sai (19-8-1945), Míttinh trước quảng trường Nhà hát Lớn (17-8-1945)... Sau ngày Tuyên ngôn độc lập, ông là một trong 6 nghệ sĩ được các chủ hiệu ảnh ở Hà Nội cử tới Phủ Chủ tịch chụp ảnh Chủ tịch Hồ Chí Minh. Từ đây sự nghiệp nhiếp ảnh của ông gắn bó với sự nghiệp cách mạng.
Từ năm 1947 đến kết thúc kháng chiến chống Pháp, ông phụ trách Ban nhiếp ảnh tại Văn phòng Bộ Tổng tư lệnh và Cục tuyên huấn tổng cục Chính trị. Trong Chiến dịch Biên giới 1950, ông được phân công là nhà nhiếp ảnh của Bộ chỉ huy chiến dịch biên giới, và ở đây ông đã chụp tấm ảnh nổi tiếng: Bác Hồ tại mặt trận Đông Khê. Trong tấm hình này, ông đã chụp hai kiểu ảnh bằng máy Rolleiflex dùng phim lớn 6x6cm khi dựa lưng vào vách núi ngắm hình ảnh Bác Hồ. Gắn với tên tuổi nổi tiếng của một vị lãnh tụ cách mạng, bức ảnh đã đi vào lịch sử cách mạng và thế giới. Về đề tài Bác Hồ, ông còn có những tấm hình khác như Bác Hồ với cháu Minh Thu, Bác ở hồ Y-xức-cun thuộc Cộng hòa Kazakhstan...
Ngoài những tấm ảnh về đề tài Bác Hồ, ông còn có nhiều tấm ảnh lịch sử như Đội Việt Nam Tuyên truyền Giải phóng quân, Chiếm phủ Khâm Sai, Mít-tinh tổng khởi nghĩa tại Quảng trường Nhà hát Lớn, Chính phủ lâm thời của nước Việt Nam Dân chủ Cộng hòa ra mắt nhân dân, Quốc hội họp lần đầu tiên... Bộ ảnh về đề tài Cách mạng tháng 8 của ông phong phú và có chất lượng cao, cùng với những tấm ảnh về Kháng chiến chống Pháp, Hội nghị Geneve 1954... được coi là những tư liệu lịch sử quý giá. Hiện phần lớn số phim của ông được lưu trữ tại các bảo tàng, cơ quan ảnh. Năm 1996, ông được nhận Giải thưởng Hồ Chí Minh đợt I ở thể loại nhiếp ảnh.
Cuối năm 1954, Vũ Năng An chuyển sang hoạt động điện ảnh. Ông theo đoàn làm phim của đạo diễn, Nghệ sĩ Nhân dân Liên Xô - Roman Karmen thực hiện bộ phim tài liệu Việt Nam trên đường thắng lợi. Sau đó, ông lại cùng nữ đạo diễn Ba Lan Helena Hemanska thực hiện bộ phim Cây tre Việt Nam. Sau đó ông tiếp tục thực hiện sản xuất những bộ phim Lửa trung tuyến, Cải cách ruộng đất, Những bức thư gửi từ Việt Nam, Thành phố lúc rạng đông, Sài Gòn - tháng 5-1975, Tháng 5 - những gương mặt, Qua cầu Công lý, Gặp đảo tự do... Từ năm 1961 đến năm 1972, ông là Phó giám đốc Xưởng phim truyện Việt Nam (Hãng phim truyện Việt Nam hiện nay). Từ năm 1972 đến 1979, ông giữ cương vị Giám đốc Hãng phim. Ngoài ra ông còn viết kịch bản, lời bình cho các bộ phim tài liệu, phim truyện như Cho một ngày mai của đạo diễn Long Vân.
Nghệ sĩ Vũ Năng An qua đời vào đêm 7 tháng 7 năm 2004, hưởng thọ 88 tuổi. Ông được nhớ đến bởi tính điềm đạm, cẩn thận và khiêm tốn của mình .

## Một số tác phẩm

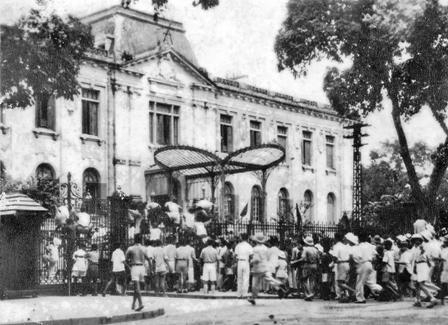
Chiếm Bắc Bộ phủ (19-8-1945)